# Wild West Hero
Singles de Electric Light Orchestra
Mr. Blue Sky
(1978) Sweet Talkin' Woman
(1978)
Pistes de Out of the Blue
Birmingham Blues
Wild West Hero est une chanson d'Electric Light Orchestra tirée de l'album Out of the Blue, sorti en 1977. L'année suivante, elle constitue le troisième single tiré de cet album, avec Eldorado (une chanson tirée de l'album du même nom) en face B. Ce single s'est classé 6e au Royaume-Uni.